# استيطان إسرائيلي

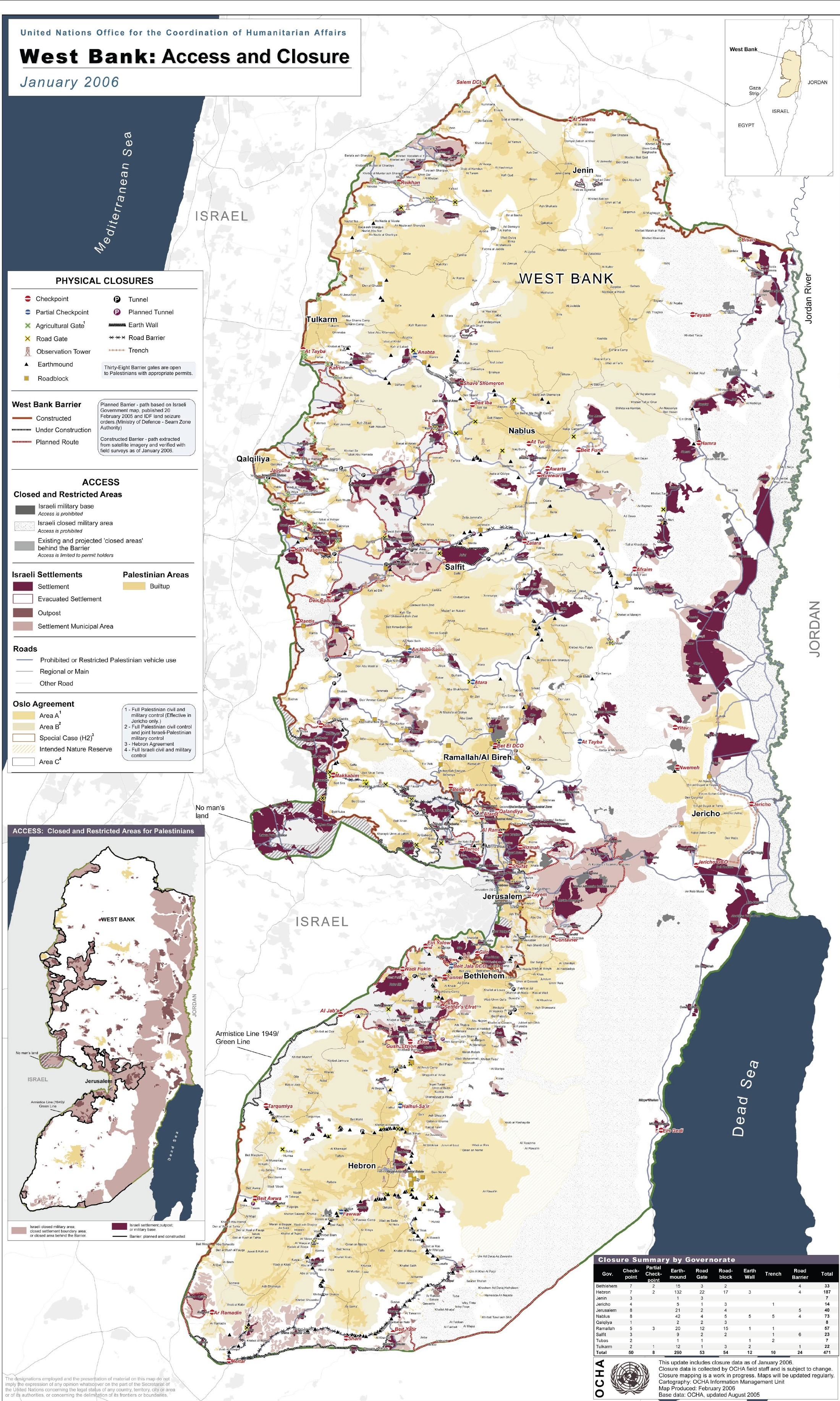
خارطة المستوطنات الاسرائيلية في الضفة الغربية وتظهر باللون الاحمر الداكن عام 2006

الاستيطان الإسرائيلي هو مصطلح يستخدم للإشارة إلى حركة استيطان استعماري يهودي في ظل دولة إسرائيل. ويشير إلى النشاط العمراني وإنشاء تجمعات سكانية يهودية حديثة على أرض فلسطينية، بالإضافة إلى ممارسات المستوطنين والدولة فيما يتعلق بالسيطرة على أراضي أو نقل للسكان أو التحكم بقدرتهم على الحركة. ساهمت حركة الاستيطان القروي أو الزارعي الصهيوني، على مختلف الانتماءات السياسية للمستوطنين، قبل وبعد قيام إسرائيل، في مشروع الاستيلاء على الأرض من سكانها الأصليين وبعدها من سكانها المهجرين، وفي تطوير الاقتصاد الإسرائيلي، وذلك من حيث تطوير الإنتاج الزراعي على أنواعه، وبالتالي تطوير البنى الاقتصادية الصهيونية التعاونية، وتحوّل كثير من الإستيطان منذ نهاية الثمانينات إلى أشكال الإنتاج الصناعي والسكن الاقتصادي، إلى جانب المستوطنين أصحاب الدوافع الدينية.
تتراوح المستوطنات الإسرائيلية في طبيعتها بين المجتمعات الزراعية (مثل الكيبوتس والموشاف والموشاف التعاوني) والقرى الحدودية إلى الضواحي والأحياء الحضرية. أكبر أربع مستوطنات على الأراضي المحتلة عام 1967 اليوم هي موديعين عيليت، ومعاليه أدوميم، وبيتار عيليت وأريئيل، وهي مستعمرات وصلت لحجم مدينة. أريئيل يقطنها 18000 صهيوني في حين أن بقية المستوطنات تتراوح بين 37000 إلى 55500 مستوطن لكل منها. وتتصل المستوطنات بشبكة من الشوارع والطرق بإسرائيل، وتتوسع حولها مساحات تصفها إسرائيل بأنها «لأغراض أمنية».
يستخدم اليوم مصطلح المستوطنون الإسرائيليون للإشارة إلى مواطنين من دولة إسرائيل يعيشون أو كانوا يعيشون في التجمعات السكانية الاستعمارية اليهودية التي بنيت على الأراضي التي إحتلتها وتوسعت عليها إسرائيل خلال حرب عام 1967 (نكسة حزيران) في إحدى المستوطنات الإسرائيلية أو في نقاط إستيطانية أخرى. عبر التغيرات السياسية أزيلت بعض هذه المستوطنات التي كانت توجد في سيناء وقطاع غزة، حيث اخليت مستوطنات سيناء بعد معاهدة السلام المصرية الإسرائيلية عام 1979، واخليت مستوطنات القطاع في عام 2005 بموجب خطة فك الارتباط الأحادية من جانب اسرائيل. في المجمل، قامت إسرائيل بتفكيك 18 مستوطنة في شبه جزيرة سيناء في عام 1982، وكل المستوطنات في قطاع غزة (21 مستوطنة) و4 مستوطنات في الضفة الغربية في عام 2005،  ولكنها لا تزال تعمل على توسيع مستوطناتها وانشاء مستوطنات جديدة في الضفة الغربية،  حاليا تستمر إسرائيل بالتوسع بالإستيطان في الضفة الغربية والقدس الشرقية، ومرتفعات الجولان، ففي أوائل عام 2016، يستوطن حوالي 407 ألف مستوطن في الضفة الغربية  و375 ألفا في القدس الشرقية، بالإضافة إلى 20 ألفا في الجولان السوري المحتل، وفي عام 2007 بلغت نسبة زيادة عدد المستوطنين 5.2%  وهو ضعف معدل الزيادة السكانية لعموم سكان إسرائيل ، ففي تموز (يونيو) 2012، وفقا لوزارة الداخلية الإسرائيلية، كان يعيش 350150 مستوطن يهودي في 121 مستوطنة معترف بها رسميا في الضفة الغربية، ويعيش 300 ألف إسرائيلي في مستوطنات في القدس الشرقية و20000 يعيشون في مستوطنات في هضبة الجولان.

## المستوطنون في المجتمع الإسرائيلي
يلعب المستوطنون الإسرائيليون دورا مميزا في السياسة في إسرائيل، حيث أن مناصرتهم للأحزاب أو إنضامهم إليها في تشكيلاتها الحكومية مرتبط بسياسات هذه الأحزاب والتشكيلات فيما يخص الإستيطان. ويشكل المستوطنون المتدينون أو «العقائديون» حوالي 130 ألفا من أصل نصف مليون مستوطن، ولكن أفعالهم وتأثيرها يفوق حجمهم. ويتمثلون في كتل برلمانية مثل مجلس ييشاع وغوش ايمونيم اللتان تعتبران في اليمين السياسي في إسرائيل.
يتنوع المستوطنون ما بين كونهم متدينين متطرفين وبين كونهم «مستوطنون إقتصاديون»، أي مستوطنون بدوافع إقتصادية في المستوطنات سواء كانت الحوافز عامّة أو خاصّة مقدمة من الحكومة، يتركز اللاحق ذكرهم في التجمعات المحيطة بالقدس. بينما في المقابل يصطبغ المستوطنون في المناطق حول القدس الشرقية، ونابلس والخليل على سبيل المثال بمعتقدات دينية متطرفة. وهؤلاء الافراد ينضوون تحت مجموعات مثل غوش ايمونيم (تكتل المؤمنين)، يرى هؤلاء بانتصار إسرائيل في حرب 1967م، علامة للخلاص الرباني، ويرون في الحركة الإستيطانية، عودة لليهود لوطنهم التوراتي، و«ان العرب هم عنصر دخيل على الاتحاد العضوي بين اليهود وأرضهم، وبالرغم من ان الموقف الرسمي بأن الاحتلال وتعطيل حقوق الفلسطينيين أمور مؤقتة، إلا أن الجناح اليميني يرغب بإبقاء العرب في حالة شبه-مستعمرين» بوصف غادي تاوب، بروفسور مساعد الإتصال والسياسات العامّة في الجامعة العبرية.

## الوضع القانوني والمجتمع الدولي
بالرغم من إدانة 158 دولة من أصل 166 لهذة التجمعات الاستعمارية في تصويت بالأمم المتحدة، وإدانة 160 دولة من أصل 171 دولة في تصويت آخر بنفس المنظمة. واعتبار السواد الأعظم من «المجتمع الدولي» المستوطنات الإسرائيلية في «الأراضي الفلسطينية» أنها خرق للقانون الدولي  ولقد أيدت الأمم المتحدة مرارا وتكرارا رؤية أن بناء إسرائيل للمستوطنات يشكل انتهاكا للفقرة الـ 49 من اتفاقية جنيف الرابعة،  ويظهر ذلك على وجه الخصوص بتبني مجلس الأمن في الأمم المتحدة للقرار 448 في مارس عام 1979 الذي اعتبرها غير قانونية. وحاليا يعتبر «المجتمع الدولي» الأحياء الإسرائيلية في القدس الشرقية والمجتمعات المحلية في مرتفعات الجولان، والمناطق التي تم ضتمها إسرائيل أيضا مستوطنات ولا يعترف بالضم الإسرائيلي لهذه الأراضي. وصرحت محكمة العدل الدولية أيضا بأن هذه المستوطنات غير شرعية في رأي استشاري لعام 2004. في نيسان (أبريل) 2012، أكد بان كي مون السكرتير العام للامم المتحدة ردا على تحركات من جانب إسرائيل لإضفاء شرعية على البؤر الاستيطانية الإسرائيلية، أن كل النشاط الاستيطاني غير شرعي، و«يتعارض مع التزامات إسرائيل تجاه خارطة الطريق ودعوات اللجنة الرباعية المتكررة للأطراف بالامتناع عن الاستفزازات». وتقدم الاتحاد الأوروبي والولايات المتحدة بانتقادات مماثلة. وتجادل إسرائيل في موقف «المجتمع الدولي» والحجج القانونية التي يستند اليها في إعلان هذة المستوطنات غير شرعية.
كثيرا ما انتقد الفلسطينيون المنخرطون في عملية السلام مع إسرائيل، وأطراف دولية أخري تشمل الأمم المتحدة،  وروسيا،  والمملكة المتحدة،  وفرنسا،  والاتحاد الأوروبي،  والولايات المتحدة  وجود المستوطنات الحالية وقيام إسرائيل بالتوسع المستمر فيها وبناء بؤر استيطانية جديدة باعتبارها عقبة أمام عملية السلام بدون اتخاذ أي رد فعل قوي تجاه إسرائيل أكثر من الشجب والإدانة.
أقر مجلس الأمن في 24 ديسمبر/كانون الأول 2016 مشروع قرار ضد الاستيطان ويطالب إسرائيل بوقف فوري ولا مشروط لبناء المستوطنات في الأراضي الفلسطينية.

## تاريخ

### حركة الإستيطان الصهيوني قبل قيام إسرائيل
أنشأ القوميون اليهود حوالي 19 مستوطنة قبل انعقاد المؤتمر الصهيوني الأول في بازل العام 1897، وأشهر هذه المستوطنات: بتاح تكفا، ريشون لتسيون، روش بينا، زخرون يعقوب، يسود همعلا، [[نبي زيونا]]، غديرا، رحوفوت وغيرها. وبعد أن أقامت الحركة الصهيونية  مكتب ارض إسرائيل (بالعبرية: המשרד הארץ-ישראלי) لشراء الأراضي للاستيلاء عليها في فلسطين العام 1908 بدأت عملية توسيع رقعة الاستيطان القروي، فأُقيمت دغانيا ثم كنيرت وغيرها. إن مجموع ما أُقيم من الاستيطان القروي حتى انتهاء الانتداب البريطاني وقيام إسرائيل العام 1948 وصل إلى 290 مستوطنة قروية منتشرة في أنحاء فلسطين المختلفة.

### حركة الإستيطان بعد قيام الدولة
شهدت حركة الاستيطان القروي في إسرائيل ازدياداً كبيراً نتيجة لهجرة اليهود إلى إسرائيل في أعقاب قيامها. وخلال خمس سنوات من 1949 وحتى 1953 أُنشئت 300 قرية استيطانية جديدة. وشهدت إسرائيل موجة أُخرى من ازدياد الاستيطان القروي بعد حرب 1967 وحتى العام 1979 أُقيمت خلالها 79 مستوطنة قروية جديدة، وأخذت السياسة الإسرائيلية توجه عنايتها نحو إقامة استيطان قروي وصناعي معاً على الأراضي الفلسطينية المحتلة في قطاع غزة والضفة الغربية.
منذ نهاية الثمانينيات من القرن الماضي شهد الاستيطان القروي/الزراعي تحديدا تقلصا تمثل في انخفاض في عدد السكان في المستوطنات القروية على مختلف أشكالها، مثل الكيبوتس والموشاف والموشاف التعاوني، مقابل انتقال عدد كبير إلى الإنتاج الصناعي الذي يعتمد على قاعدة الربح أكثر من مجرد تقديم الخدمات المدعومة. وتصاعد الاستيطان الاقتصادي بغرض السكن والتواجد الحضري.

## حالات أخرى
يعتبر المجتمع الدولي المستوطنات الإسرائيلية غير قانونية بموجب القانون الدولي، لكن إسرائيل تعارض هذا. في عام 2024، وجدت محكمة العدل الدولية في رأي استشاري أن احتلال إسرائيل غير قانوني وحكمت بأن إسرائيل لديها "التزام بوقف جميع أنشطة الاستيطان الجديدة على الفور وإجلاء جميع المستوطنين" من الأراضي المحتلة. غالبًا ما ينطوي توسيع المستوطنات على مصادرة الأراضي والموارد الفلسطينية، مما يؤدي إلى تهجير المجتمعات الفلسطينية وخلق مصدر للتوتر والصراع. غالبًا ما تكون المستوطنات محمية من قبل الجيش الإسرائيلي وغالبًا ما تكون نقاط اشتعال للعنف ضد الفلسطينيين. علاوة على ذلك، فإن وجود المستوطنات والطرق الالتفافية لليهود فقط يخلق منطقة فلسطينية مجزأة، مما يعيق بشكل خطير التنمية الاقتصادية وحرية التنقل للفلسطينيين. توجد المستوطنات الإسرائيلية في الضفة الغربية (بما في ذلك القدس الشرقية)، والتي تطالب بها منظمة التحرير الفلسطينية باعتبارها إقليمًا ذا سيادة لدولة فلسطين، وفي مرتفعات الجولان، والتي يُعترف بها دوليًا كجزء من الأراضي ذات السيادة لسوريا. ومن خلال قانون القدس وقانون مرتفعات الجولان، ضمت إسرائيل كلتا المنطقتين فعليًا، على الرغم من رفض المجتمع الدولي أي تغيير في وضعهما كأرض محتلة. وعلى الرغم من أن مستوطنات إسرائيل في الضفة الغربية قد بُنيت على أراضٍ تُدار تحت الحكم العسكري وليس القانون المدني، فإن القانون المدني الإسرائيلي "مُدرج" في المستوطنات، بحيث يتم التعامل مع المواطنين الإسرائيليين الذين يعيشون هناك على نحو مماثل لأولئك الذين يعيشون في إسرائيل. ويعتبره الكثيرون عقبة رئيسية أمام عملية السلام الإسرائيلية الفلسطينية. وفي العواقب القانونية لبناء جدار في الأراضي الفلسطينية المحتلة (2004)، وجدت محكمة العدل الدولية أن مستوطنات إسرائيل والحاجز الإسرائيلي الناشئ في الضفة الغربية كانا ينتهكان القانون الدولي؛ تم بناء جزء من الأخير داخل الضفة الغربية، بدلاً من أن يكون بالكامل على الجانب الإسرائيلي من الخط الأخضر. اعتبارًا من يناير 2023، يوجد 144 مستوطنة إسرائيلية في الضفة الغربية، بما في ذلك 12 مستوطنة في القدس الشرقية؛ تدير الحكومة الإسرائيلية الضفة الغربية باعتبارها منطقة يهودا والسامرة، والتي لا تشمل القدس الشرقية. بالإضافة إلى المستوطنات، تستضيف الضفة الغربية أيضًا ما لا يقل عن 196 بؤرة استيطانية إسرائيلية، وهي مستوطنات لم يتم التصريح بها من قبل الحكومة الإسرائيلية. في المجموع، يقيم أكثر من 450.000 مستوطن إسرائيلي في الضفة الغربية، باستثناء القدس الشرقية، مع 220.000 مستوطن إسرائيلي إضافي يقيمون في القدس الشرقية. بالإضافة إلى ذلك، يعيش أكثر من 25.000 مستوطن إسرائيلي في مرتفعات الجولان السورية. يستخدم بعض المراقبين والفلسطينيين أحيانًا مصطلح "المستعمرات الإسرائيلية" كبديل لمصطلح "المستوطنات". وتتراوح المستوطنات في طابعها من المجتمعات الزراعية والقرى الحدودية إلى الضواحي والأحياء الحضرية. وقد حققت أكبر أربع مستوطنات، موديعين عيليت ومعاليه أدوميم وبيتار عيليت وأرييل، وضع المدينة. يبلغ عدد سكان أرييل 18000 نسمة، بينما يبلغ عدد سكان البقية حوالي 37000 إلى 55500 نسمة لكل منها.
للمستوطنات بُعد اقتصادي، ويرجع الكثير منه إلى انخفاض تكاليف الإسكان بشكل كبير بالنسبة للمواطنين الإسرائيليين الذين يعيشون في المستوطنات الإسرائيلية مقارنة بتكلفة الإسكان والمعيشة في إسرائيل ذاتها. يبلغ الإنفاق الحكومي لكل مواطن في المستوطنات ضعف ما ينفقه كل مواطن إسرائيلي في تل أبيب والقدس، في حين يبلغ الإنفاق الحكومي للمستوطنين في المستوطنات الإسرائيلية المعزولة ثلاثة أضعاف المتوسط الوطني الإسرائيلي. وتذهب أغلب النفقات إلى أمن المواطنين الإسرائيليين المقيمين هناك. اعتبارًا من يناير 2023، يوجد 144 مستوطنة إسرائيلية في الضفة الغربية، بما في ذلك 12 مستوطنة في القدس الشرقية. بالإضافة إلى ذلك، يوجد ما لا يقل عن 196 بؤرة استيطانية إسرائيلية غير قانونية (غير معتمدة من قبل الحكومة الإسرائيلية) في الضفة الغربية. وفي المجموع، يعيش أكثر من 500000 مستوطن إسرائيلي في الضفة الغربية باستثناء القدس الشرقية، بالإضافة إلى 220000 مستوطن يهودي يقيمون في القدس الشرقية. بالإضافة إلى ذلك، يعيش أكثر من 20000 مواطن إسرائيلي في مستوطنات في مرتفعات الجولان. منذ سبتمبر 1967، شجعت حكومة حزب العمل برئاسة ليفي إشكول سياسة الاستيطان الإسرائيلية بشكل تدريجي. وأصبح أساس الاستيطان الإسرائيلي في الضفة الغربية خطة ألون، التي سميت على اسم مخترعها ييجال ألون. وقد تضمنت الخطة ضم إسرائيل لأجزاء كبيرة من الأراضي المحتلة، وخاصة القدس الشرقية وغوش عتصيون ووادي الأردن. كما استمدت سياسة الاستيطان لحكومة إسحاق رابين من خطة ألون. كانت أول مستوطنة هي كفار عتصيون، في جنوب الضفة الغربية، على الرغم من أن هذا الموقع كان خارج خطة ألون. بدأت العديد من المستوطنات كمستوطنات نحال. وقد تم إنشاؤها كمواقع عسكرية ثم توسعت لاحقًا وسكنها سكان مدنيون. وفقًا لوثيقة سرية تعود إلى عام 1970، حصلت عليها صحيفة هآرتس، تم إنشاء مستوطنة كريات أربع من خلال مصادرة الأراضي بأمر عسكري وتقديم المشروع زورًا على أنه مخصص للاستخدام العسكري فقط بينما في الواقع، تم التخطيط لكريات أربع لاستخدام المستوطنين. كانت طريقة مصادرة الأراضي بأمر عسكري لإنشاء مستوطنات مدنية سرًا مكشوفًا في إسرائيل طوال السبعينيات، لكن نشر المعلومات تم قمعه من قبل الرقيب العسكري.
في السبعينيات، تضمنت أساليب إسرائيل للاستيلاء على الأراضي الفلسطينية لإنشاء المستوطنات الاستيلاء لأغراض عسكرية ظاهريًا ورش الأرض بالسم. كانت حكومة الليكود بزعامة مناحيم بيجن، منذ عام 1977، أكثر دعمًا للاستيطان في أجزاء أخرى من الضفة الغربية، من قبل منظمات مثل غوش إيمونيم والوكالة اليهودية / المنظمة الصهيونية العالمية، وكثفت أنشطة الاستيطان. في بيان حكومي، أعلن الليكود أن أرض إسرائيل التاريخية بأكملها هي تراث غير قابل للتصرف للشعب اليهودي وأنه لا ينبغي تسليم أي جزء من الضفة الغربية للحكم الأجنبي. أعلن أرييل شارون في نفس العام (1977) أن هناك خطة لتوطين 2 مليون يهودي في الضفة الغربية بحلول عام 2000. ألغت الحكومة الحظر المفروض على شراء الأراضي المحتلة من قبل الإسرائيليين؛ أصبحت "خطة دروبلز"، وهي خطة للاستيطان على نطاق واسع في الضفة الغربية تهدف إلى منع قيام دولة فلسطينية بحجة الأمن، الإطار لسياستها. "خطة دروبلز" من المنظمة الصهيونية العالمية، بتاريخ أكتوبر 1978 وأطلق عليها اسم "الخطة الرئيسية لتطوير المستوطنات في يهودا والسامرة، 1979-1983"، كتبها مدير الوكالة اليهودية وعضو الكنيست السابق ماتيتياهو دروبلز. في يناير 1981، اعتمدت الحكومة خطة متابعة من دروبلز، مؤرخة في سبتمبر 1980 بعنوان "الحالة الحالية للمستوطنات في يهودا والسامرة"، مع مزيد من التفاصيل حول استراتيجية وسياسة الاستيطان. منذ عام 1967، يتم تنفيذ مشاريع الاستيطان الممولة من الحكومة في الضفة الغربية من قبل "قسم الاستيطان" التابع للمنظمة الصهيونية العالمية. ورغم أنه منظمة غير حكومية رسميًا، إلا أنه يتم تمويله من قبل الحكومة الإسرائيلية ويستأجر الأراضي من الإدارة المدنية للاستيطان في الضفة الغربية. وهو مخول بإنشاء مستوطنات في الضفة الغربية على الأراضي المرخصة له من قبل الإدارة المدنية.
تقليديًا، كان قسم الاستيطان تحت مسؤولية وزارة الزراعة. منذ اتفاقيات أوسلو، كان دائمًا موجودًا داخل مكتب رئيس الوزراء (PMO). في عام 2007، تم نقله مرة أخرى إلى وزارة الزراعة. في عام 2009، قررت حكومة نتنياهو إخضاع جميع أنشطة الاستيطان لموافقة إضافية من رئيس الوزراء ووزير الدفاع. في عام 2011، سعى نتنياهو إلى نقل قسم الاستيطان مرة أخرى تحت السيطرة المباشرة لمكتب رئيس الوزراء (الخاص به)، وتقليص سلطة وزير الدفاع إيهود باراك. في تقديم اتفاقية أوسلو الثانية في 5 أكتوبر 1995 في الكنيست، شرح رئيس الوزراء إسحاق رابين سياسة الاستيطان الإسرائيلية فيما يتصل بالحل الدائم للصراع. أرادت إسرائيل "كيانًا فلسطينيًا، أقل من دولة، يكون موطنًا لمعظم السكان الفلسطينيين الذين يعيشون في قطاع غزة والضفة الغربية". أرادت الاحتفاظ بالمستوطنات خارج الخط الأخضر بما في ذلك معاليه أدوميم وجفعات زئيف في القدس الشرقية. يجب إنشاء كتل استيطانية في الضفة الغربية. وعد رابين بعدم العودة إلى خطوط 4 يونيو 1967. في يونيو 1997، قدمت حكومة الليكود برئاسة بنيامين نتنياهو "خطة ألون بلس". وتحتفظ هذه الخطة بنحو 60% من الضفة الغربية، بما في ذلك منطقة "القدس الكبرى" مع مستوطنات جوش عتصيون ومعاليه أدوميم، وتجمعات كبيرة أخرى من المستوطنات في الضفة الغربية، ووادي الأردن بأكمله، و"منطقة أمنية"، وشبكة من الطرق الالتفافية المخصصة للإسرائيليين فقط. في عام 2005، تم إخلاء جميع المستوطنات البالغ عددها 21 مستوطنة في قطاع غزة وأربع مستوطنات في شمال الضفة الغربية بالقوة كجزء من الانسحاب الإسرائيلي من قطاع غزة، والذي يعرفه البعض في إسرائيل باسم "الطرد". ومع ذلك، استمر إجمالي عدد المستوطنين في الارتفاع.
بعد فشل خريطة الطريق، ظهرت عدة خطط جديدة للاستيطان في أجزاء رئيسية من الضفة الغربية. في عام 2011، كشفت صحيفة هآرتس عن خطة "الخط الأزرق" التي وضعتها الإدارة المدنية في يناير 2011، والتي تهدف إلى زيادة "ملكية الدولة" الإسرائيلية لأراضي الضفة الغربية ("أراضي الدولة") والاستيطان في مناطق استراتيجية مثل وادي الأردن ومنطقة شمال البحر الميت. في مارس 2012، تم الكشف عن أن الإدارة المدنية خصصت على مر السنين سراً 10٪ من الضفة الغربية لمزيد من الاستيطان. تم بالفعل تعيين أسماء مؤقتة للمستوطنات الجديدة أو التوسعات الاستيطانية المستقبلية. تتضمن الخطة العديد من المواقع الفلسطينية المبنية في المنطقتين أ و ب.

## المستوطنات في قطاع غزة
كانت الأراضي المتاحة لسكان غزة الفلسطينيين محدودة تاريخياً نتيجة لمصادرة الأراضي الإسرائيلية وإنشاء المستوطنات. وكان نمو المستوطنات في قطاع غزة قبل عام 1977 محدوداً، حيث فضلت سياسة الاحتواء التي انتهجها حزب العمل الإسرائيلي إنشاء مجموعة من المستوطنات على طول حدود القطاع. وفي هذه المرحلة، كانت هناك ست مستوطنات في القطاع، وهي كفار داروم، ونتساريم، وموراج، وإيريتس، وقطيف، ونيتسر حزاني. ومع دخول سياسات حزب الليكود الصهيونية التعديلية مع حكومة بيغن، زاد حجم التوسع الاستيطاني، على الرغم من أن السياسات الأساسية المتعلقة بالمستوطنات لم تتغير. وبحلول عام 1978، تم بناء 13 مستوطنة كجزء من المنطقة العازلة على طول الحدود الجنوبية لغزة في رفح.إن المناقشات التي دارت في كامب ديفيد في ذلك العام حول فكرة الحكم الذاتي الفلسطيني المحتمل في المستقبل من شأنها أن تؤدي إلى زيادة التوسع الاستيطاني في قطاع غزة، في أعقاب السياسة الإسرائيلية المتمثلة في ترسيخ "الوقائع على الأرض". ووصفت الخبيرة الاقتصادية السياسية سارة روي هذه السياسة بأنها سياسة تهدف إلى جعل إنشاء دولة فلسطينية مستقلة أكثر صعوبة. ومن شأن مواقع وحجم هذه المستوطنات الجديدة أن تساهم في عزل المجتمعات الفلسطينية جغرافيًا عن بعضها البعض. وفي السنوات السبع بين عامي 1978 و1985، صادرت الحكومة الإسرائيلية 11500 فدان من الأراضي لإنشاء المستوطنات. وبحلول عام 1991، وصل عدد المستوطنين في غزة إلى 3500 و4000 بحلول عام 1993، أو أقل من 1٪ من سكان غزة. تجاوزت الأراضي المتاحة للاستخدام من قبل مجتمع المستوطنين اليهود 25٪ من إجمالي الأراضي في غزة. وكانت نسبة الدونمات إلى عدد السكان 23 دونمًا للمستوطنين اليهود، و0.27 للفلسطينيين. وبمقارنة المساحة المبنية المتاحة لكل من المجموعتين في عام 1993، نجد أن النسبة هي 115 شخصاً لكل ميل مربع بالنسبة للمستوطنين اليهود وأكثر من 9000 شخص لكل ميل مربع بالنسبة للفلسطينيين. وتقدر سارة روي الزيادة في الكثافة السكانية الفلسطينية في غزة بسبب السياسات الإسرائيلية وحدها بزيادة تقرب من 2000 شخص لكل ميل مربع في عام 1993. كانت جميع المستوطنات محاطة بأسوار كهربائية أو أسلاك شائكة. وفي حين حافظت المستوطنات على نظام اقتصادي معزول، فقد أثرت على اقتصاد غزة من خلال مصادرة الأراضي، والاستهلاك غير المتناسب للموارد المحلية مثل المياه، من خلال حرمان السكان بشكل كبير من فرص العمل ومن خلال التفاوتات الكبيرة في التمويل (سواء الخاص أو الحكومي) للتنمية الاقتصادية.

### التركيبة السكانية
في نهاية عام 2010، كان يعيش 534,224 إسرائيليًا يهوديًا في الضفة الغربية، بما في ذلك القدس الشرقية. يعيش 314,132 منهم في 121 مستوطنة مرخصة و102 بؤرة استيطانية غير مرخصة في الضفة الغربية، ويعيش 198,629 في القدس الشرقية، ويعيش ما يقرب من 20,000 في مستوطنات في مرتفعات الجولان. وبحلول عام 2011، ارتفع عدد المستوطنين اليهود في الضفة الغربية باستثناء القدس الشرقية إلى 328,423 شخصًا. في يونيو 2014، ارتفع عدد المستوطنين الإسرائيليين في الضفة الغربية باستثناء القدس الشرقية إلى 382,031 شخصًا، مع وجود أكثر من 20,000 مستوطن إسرائيلي في مرتفعات الجولان. في يناير 2015، قدمت وزارة الداخلية الإسرائيلية أرقامًا عن 389.250 مواطنًا إسرائيليًا يعيشون في الضفة الغربية خارج القدس الشرقية. وبحلول نهاية عام 2016، ارتفع عدد السكان اليهود في الضفة الغربية إلى 420.899، باستثناء القدس الشرقية، حيث كان هناك أكثر من 200.000 يهودي. وفي عام 2019، ارتفع عدد المستوطنين الإسرائيليين في الضفة الغربية باستثناء القدس الشرقية إلى 441.600 فرد، وارتفع عدد المستوطنين الإسرائيليين في مرتفعات الجولان إلى 25.261 فردًا. وفي عام 2020، ورد أن عدد المستوطنين الإسرائيليين في الضفة الغربية باستثناء القدس الشرقية ارتفع إلى 451.700 فرد، مع وجود 220.000 يهودي إضافي يعيشون في القدس الشرقية. بالإضافة إلى الهجرة الداخلية، تستوعب المستوطنات سنويًا حوالي 1000 مهاجر جديد من خارج إسرائيل بأعداد كبيرة وإن كانت متناقصة. تعمل منظمة كولانو الأمريكية مع مجموعات المستوطنين الإسرائيليين اليمينيين مثل عميشاف وشافي إسرائيل لتوطين اليهود الملونين "المفقودين" في المناطق التي يتم فيها تهجير الفلسطينيين المحليين. في التسعينيات، كان النمو السكاني السنوي للمستوطنين أكثر من ثلاثة أضعاف النمو السكاني السنوي في إسرائيل. استمر النمو السكاني في العقد الأول من القرن الحادي والعشرين. وفقًا لهيئة الإذاعة البريطانية، كانت المستوطنات في الضفة الغربية تنمو بمعدل 5-6٪ منذ عام 2001. في عام 2016، كان هناك ستين ألف إسرائيلي أمريكي يعيشون في مستوطنات في الضفة الغربية. إن إنشاء المستوطنات في الأراضي الفلسطينية مرتبط بتهجير السكان الفلسطينيين كما أثبتت لجنة مجلس الأمن عام 1979 والتي أقامت صلة بين المستوطنات الإسرائيلية وتهجير السكان المحليين. كما وجدت اللجنة أن أولئك الذين بقوا كانوا تحت ضغط مستمر للمغادرة لإفساح المجال لمزيد من المستوطنين الذين تم تشجيعهم على دخول المنطقة. وفي الختام ذكرت اللجنة أن الاستيطان في الأراضي الفلسطينية كان يتسبب في "تغييرات عميقة لا رجعة فيها ذات طبيعة جغرافية وديموغرافية".

### الوضع القانوني
أصدرت محكمة العدل الدولية رأيًا استشاريًا تاريخيًا في يوليو 2024 مفاده أن احتلال إسرائيل للضفة الغربية والقدس الشرقية وقطاع غزة غير قانوني، وأن إسرائيل لديها "التزام بوقف جميع أنشطة الاستيطان الجديدة على الفور وإجلاء جميع المستوطنين" من الضفة الغربية والقدس الشرقية، وأن إسرائيل يجب أن "تعوض عن الأضرار التي لحقت بجميع" سكان هذه الأراضي. الرأي المتفق عليه في المجتمع الدولي هو أن وجود المستوطنات الإسرائيلية في الضفة الغربية بما في ذلك القدس الشرقية ومرتفعات الجولان ينتهك القانون الدولي. تتضمن اتفاقية جنيف الرابعة بيانات مثل "لا يجوز للقوة المحتلة ترحيل أو نقل أجزاء من سكانها المدنيين إلى الأراضي التي تحتلها". في 20 ديسمبر 2019، أعلنت المدعية العامة للمحكمة الجنائية الدولية فاتو بنسودا عن تحقيق للمحكمة الجنائية الدولية في فلسطين في جرائم حرب مزعومة ارتكبت خلال الصراع الإسرائيلي الفلسطيني. في الوقت الحاضر، يرى المجتمع الدولي، كما ينعكس في العديد من قرارات الأمم المتحدة، أن بناء ووجود المستوطنات الإسرائيلية في الضفة الغربية والقدس الشرقية ومرتفعات الجولان يشكل انتهاكًا للقانون الدولي يشير قرار مجلس الأمن التابع للأمم المتحدة رقم 446 إلى اتفاقية جنيف الرابعة باعتبارها الصك القانوني الدولي المعمول به، ويدعو إسرائيل إلى الامتناع عن نقل سكانها إلى الأراضي أو تغيير تركيبتها الديموغرافية. أعلن مؤتمر الأطراف السامية المتعاقدة في اتفاقيات جنيف المنعقد حديثًا أن المستوطنات غير قانونية. كما فعلت الهيئة القضائية الأساسية للأمم المتحدة، محكمة العدل الدولية.
إن موقف الحكومات الإسرائيلية المتعاقبة هو أن جميع المستوطنات المصرح بها قانونية تمامًا ومتوافقة مع القانون الدولي. في الممارسة العملية، لا تقبل إسرائيل أن اتفاقية جنيف الرابعة تنطبق بحكم القانون، لكنها ذكرت أنها ستحكم نفسها بحكم الأمر الواقع فيما يتعلق بالقضايا الإنسانية بموجب أحكامها، دون تحديد أي منها. بموجب القانون الإسرائيلي، يجب أن تفي مستوطنات الضفة الغربية بمعايير محددة لتكون قانونية. في عام 2009، كان هناك ما يقرب من 100. مجتمع صغير لم يستوف هذه المعايير ويشار إليها باسم البؤر الاستيطانية غير القانونية. في عام 2014، حذرت اثنا عشر دولة من دول الاتحاد الأوروبي الشركات من الانخراط في المستوطنات. ووفقًا للتحذيرات، فإن الأنشطة الاقتصادية المتعلقة بالمستوطنات تنطوي على مخاطر قانونية واقتصادية نابعة من حقيقة أن المستوطنات مبنية على أرض محتلة غير معترف بها على أنها إسرائيلية.

## حجج عدم الشرعية
إن إجماع المجتمع الدولي ــ الغالبية العظمى من الدول، والأغلبية الساحقة من الخبراء القانونيين، ومحكمة العدل الدولية والأمم المتحدة ــ هو أن المستوطنات تشكل انتهاكاً للقانون الدولي. بعد حرب الأيام الستة، في عام 1967، صرح ثيودور ميرون، المستشار القانوني لوزارة الخارجية الإسرائيلية، في رأي قانوني موجه إلى رئيس الوزراء، "استنتاجي هو أن الاستيطان المدني في الأراضي الخاضعة للإدارة يتعارض مع الأحكام الصريحة لاتفاقية جنيف الرابعة". تم إرسال هذا الرأي القانوني إلى رئيس الوزراء ليفي إشكول. ومع ذلك، لم يتم الإعلان عنه في ذلك الوقت. سمحت حكومة حزب العمل بالمستوطنات على الرغم من التحذير. مهد هذا الطريق لنمو المستوطنات في المستقبل. في عام 2007، صرح ميرون قائلاً: "أعتقد أنني كنت لأعطي نفس الرأي اليوم". في عام 1978، توصل المستشار القانوني لوزارة خارجية الولايات المتحدة إلى نفس الاستنتاج. وقد قضت محكمة العدل الدولية في رأيها الاستشاري منذ ذلك الحين بأن إسرائيل تنتهك القانون الدولي بإقامة المستوطنات في الأراضي الفلسطينية المحتلة، بما في ذلك القدس الشرقية. وتؤكد المحكمة أن إسرائيل لا تستطيع الاعتماد على حقها في الدفاع عن النفس أو الضرورة لفرض نظام ينتهك القانون الدولي. كما قضت المحكمة بأن إسرائيل تنتهك حقوق الإنسان الأساسية بإعاقة حرية التنقل وحق السكان في العمل والصحة والتعليم ومستوى معيشي لائق. كما تعتبر المنظمات الحكومية الدولية مثل مؤتمر الأطراف السامية المتعاقدة في اتفاقية جنيف الرابعة، والأجهزة الرئيسية للأمم المتحدة،والاتحاد الأوروبي، وكندا، المستوطنات انتهاكًا للقانون الدولي. وكتبت لجنة القضاء على التمييز العنصري أن "وضع المستوطنات يتعارض بشكل واضح مع المادة 3 من الاتفاقية، والتي، كما ورد في التوصية العامة التاسعة عشرة للجنة، تحظر جميع أشكال الفصل العنصري في جميع البلدان. وهناك إجماع بين خبراء العلاقات العامة على أن حظر التمييز العنصري، بغض النظر عن الأراضي، هو قاعدة إلزامية للقانون الدولي". كما وصفت منظمة العفو الدولية وهيومن رايتس ووتش المستوطنات بأنها انتهاك للقانون الدولي. في أواخر يناير 2013، أعلن تقرير صاغه ثلاثة قضاة، برئاسة كريستين شانيه، وأصدره مجلس حقوق الإنسان التابع للأمم المتحدة أن المستوطنات اليهودية تشكل ضمًا زاحفًا يستند إلى انتهاكات متعددة لاتفاقيات جنيف والقانون الدولي، وذكر أنه إذا صادقت فلسطين على اتفاق روما، فيمكن محاكمة إسرائيل بتهمة "الانتهاكات الجسيمة لقانون حقوق الإنسان والانتهاكات الخطيرة للقانون الإنساني الدولي". أعلن متحدث باسم وزارة الخارجية الإسرائيلية أن التقرير "مؤسف" واتهم مجلس حقوق الإنسان التابع للأمم المتحدة "باتباع نهج متحيز ومنحاز بشكل منهجي تجاه إسرائيل". وقد صرحت المحكمة العليا في إسرائيل، التي تضم مجموعة متنوعة من القضاة المختلفين، مرارًا وتكرارًا بأن وجود إسرائيل في الضفة الغربية يشكل انتهاكًا للقانون الدولي

## التأثيرات على حقوق الإنسان الفلسطينية
تزعم منظمة العفو الدولية أن سياسة الاستيطان الإسرائيلية تمييزية وتشكل انتهاكًا لحقوق الإنسان الفلسطينية. وتزعم منظمة بتسيلم أن القيود الإسرائيلية على السفر تؤثر على حرية تنقل الفلسطينيين وأن حقوق الإنسان الفلسطينية قد انتهكت في الخليل بسبب وجود المستوطنين داخل المدينة. ووفقًا لمنظمة بتسيلم، فإن أكثر من خمسين بالمائة من أراضي الضفة الغربية التي تمت مصادرتها من الفلسطينيين قد استخدمت لإنشاء المستوطنات وإنشاء احتياطيات من الأراضي لتوسعها في المستقبل. وتستفيد المستوطنات بشكل أساسي من الأراضي المصادرة ولا يستطيع الفلسطينيون استخدامها. والطرق التي بنتها إسرائيل في الضفة الغربية لخدمة المستوطنات مغلقة أمام المركبات الفلسطينية.وتعمل كحاجز غالبًا بين القرى والأراضي التي تعيش عليها. إن منظمة هيومن رايتس ووتش وغيرها من مراقبي حقوق الإنسان المتطوعين ينشرون بانتظام تقارير عن "عنف المستوطنين"، في إشارة إلى حوادث الرشق بالحجارة وإطلاق النار التي يتورط فيها مستوطنون إسرائيليون. وقد أدى انسحاب إسرائيل من غزة والخليل إلى احتجاجات عنيفة من جانب المستوطنين ونزاعات حول الأراضي والموارد. ووصف ميرون بنفينستي المشروع الاستيطاني بأنه "مشروع عقاري تجاري يجند الخطاب الصهيوني لتحقيق الربح". لقد تعرض بناء الجدار الإسرائيلي في الضفة الغربية لانتقادات باعتباره انتهاكًا لحقوق الإنسان والأرض الفلسطينية. وقد قدر مكتب الأمم المتحدة لتنسيق الشؤون الإنسانية أن 10% من الضفة الغربية سوف تقع على الجانب الإسرائيلي من الجدار.

## عنف المستوطنين الإسرائيليين
كانت منظمة غوش إيمونيم السرية منظمة مسلحة عملت في الفترة من 1979 إلى 1984. خططت المنظمة لشن هجمات على المسؤولين الفلسطينيين وقبة الصخرة. في عام 1994، نفذ باروخ جولدشتاين من الخليل، وهو عضو في حركة كاخ، مذبحة الحرم الإبراهيمي، مما أسفر عن مقتل 29 من المصلين المسلمين وإصابة 125 آخرين. وقد أدان الهجوم على نطاق واسع من قبل الحكومة الإسرائيلية والمجتمع اليهودي. واتهمت القيادة الفلسطينية إسرائيل بـ "تشجيع وتمكين" عنف المستوطنين في محاولة لإثارة أعمال الشغب والعنف الفلسطينية انتقامًا. إن العنف الذي يرتكبه المستوطنون الإسرائيليون ضد الفلسطينيين يشكل إرهابًا وفقًا لوزارة الخارجية الأمريكية، وصرح رئيس القيادة المركزية السابق لجيش الدفاع الإسرائيلي آفي مزراحي أن مثل هذا العنف يشكل "إرهابًا". في منتصف عام 2008، سجل تقرير للأمم المتحدة 222 عملاً من أعمال العنف التي ارتكبها المستوطنون الإسرائيليون ضد الفلسطينيين وقوات جيش الدفاع الإسرائيلي مقارنة بـ 291 في عام 2007. ويقال إن هذا الاتجاه زاد في عام 2009. وقال اللواء شامني إن العدد ارتفع من بضع عشرات من الأفراد إلى مئات، ووصفه بأنه "ظاهرة خطيرة للغاية". في عامي 2008 و2009، تبنت المؤسسة الدفاعية خطًا أكثر صرامة ضد المتطرفين. وردت هذه المجموعة بتكتيك أطلق عليه "وضع علامات الأسعار"، حيث قامت بتخريب الممتلكات الفلسطينية كلما تم إرسال الشرطة أو الجنود لتفكيك البؤر الاستيطانية. من يناير إلى سبتمبر 2013، تم تسجيل 276 هجومًا من قبل المستوطنين ضد الفلسطينيين. وقد انتقد كبار الشخصيات الدينية في الضفة الغربية هذه التكتيكات بشدة. قال الحاخام مناحيم فورمان من تقوع أن "استهداف الفلسطينيين وممتلكاتهم أمر صادم ... إنه عمل يؤذي الإنسانية ... هذا يبني جدارًا من النار بين اليهود والعرب". كما أدان مجلس يشع وحنان بورات مثل هذه الأعمال. واتهم حاخامات آخرون بالتحريض على العنف ضد غير اليهود. وردًا على عنف المستوطنين، قالت الحكومة الإسرائيلية إنها ستزيد من إنفاذ القانون وتقطع المساعدات عن البؤر الاستيطانية غير القانونية. يُعتقد أن بعض المستوطنين يهاجمون الفلسطينيين لأنهم "ضحايا سهلون". اتهمت الأمم المتحدة إسرائيل بالفشل في التدخل واعتقال المستوطنين المشتبه في ارتكابهم أعمال عنف.
```
في عام 2008، كتبت صحيفة هآرتس أن "المجتمع الإسرائيلي اعتاد على رؤية المستوطنين المخالفين للقانون يتلقون معاملة خاصة ولا يمكن لأي مجموعة أخرى مهاجمة وكالات إنفاذ القانون الإسرائيلية على نحو مماثل دون أن تتعرض لعقاب شديد".
[
137
]
 في سبتمبر/أيلول 2011، قام المستوطنون بتخريب مسجد وقاعدة عسكرية. وقاموا بتمزيق إطارات 12 مركبة عسكرية وقطع كابلاتها ورشوا رسومات على الجدران.
[
138
]
  في نوفمبر/تشرين الثاني 2011، نشر مكتب الأمم المتحدة لتنسيق الشؤون الإنسانية في الأراضي الفلسطينية تقريراً عن عنف المستوطنين أظهر ارتفاعاً كبيراً مقارنة بعامي 2009 و2010. وغطى التقرير العنف الجسدي وتدمير الممتلكات مثل أشجار الزيتون المقطوعة والجرارات التالفة والأغنام المذبوحة. ويذكر التقرير أن 90% من الشكاوى التي قدمها الفلسطينيون قد أغلقت دون توجيه اتهامات.
[
139
]
 وفقاً لتقارير الاتحاد الأوروبي، خلقت إسرائيل "جواً من الإفلات من العقاب" للمهاجمين اليهود، وهو ما يُنظر إليه على أنه بمثابة موافقة ضمنية من الدولة. وفي الضفة الغربية يعيش اليهود والفلسطينيون في ظل نظامين قانونيين مختلفين، ومن الصعب على الفلسطينيين تقديم الشكاوى، التي يجب تقديمها باللغة العبرية في المستوطنات الإسرائيلية.
[
140
]
 وفي مايو/أيار 2012 نشر وزراء خارجية الاتحاد الأوروبي السبعة والعشرون تقريراً يدين بشدة سياسات دولة إسرائيل في الضفة الغربية ويندد "بالعنف المستمر من جانب المستوطنين والاستفزازات المتعمدة ضد المدنيين الفلسطينيين". ودعا التقرير الذي أصدره جميع وزراء الاتحاد الأوروبي "حكومة إسرائيل إلى تقديم الجناة إلى العدالة والامتثال لالتزاماتها بموجب القانون الدولي".
[
141
]
```